# آیتل‌بورن
ایتلبورن (به آلمانی: Eitelborn) یک شهر در آلمان است که در وستروالدکرایس واقع شده‌است.